# Dimetra
Dimetra es un género de plantas con flores perteneciente a la familia de las oleáceas. Incluye una sola especie: Dimetra craibiana Kerr (1862). Es originaria de Tailandia.